# محمد الجوهري (رياضي)
محمد الجوهري حنفي (ولد في 26 يناير 1955) هو لاعب كرة سلة مصري نافس في بطولة الرجال في دورة الألعاب الأولمبية الصيفية عام 1976.

## روابط خارجية
- محمد الجوهري حنفي على موقع الاتحاد الدولي لكرة السلة (الإنجليزية)
- محمد الجوهري حنفي على موقع سبورتس رفرنس (الإنجليزية)
- محمد الجوهري حنفي على موقع أوليمبيديا (الإنجليزية)